# Seduzione mortale (film 1994)
Seduzione mortale (Woman of Desire) è un film del 1994 diretto da Robert Ginty.

## Trama
Christina Ford accusa il capitano Jack Lynch di violenza sessuale, e sostiene anche che sia anche l'assassino di Ted Ashby, suo amante e proprietario della barca che l'aveva data a Jack. Jack viene difeso dall'avvocato Walter J. Hill, che con la sua abilità, scopre che sta facendo Christine.